# Alfonso García López
Alfonso García López (ur. 23 lutego 1971 w Juradó) – kolumbijski duchowny rzymskokatolicki, wikariusz apostolski Guapi od 2025.

## Życiorys
Święcenia prezbiteratu przyjął 21 lutego 1998 i został inkardynowany do diecezji Istmina-Tadó. 
14 czerwca 2025 papież Leon XIV mianował go wikariuszem apostolskim Guapi. Sakry udzielił mu 6 sierpnia 2025 biskup Mario de Jesús Álvarez Gómez, współkonsekratorami byli arcybiskup Paolo Rudelli oraz arcybiskup Jorge Alberto Ossa Soto. 